# Bundestagswahlkreis Güstrow – Sternberg – Lübz – Parchim – Ludwigslust
Der Wahlkreis Güstrow – Sternberg – Lübz – Parchim – Ludwigslust war ein Bundestagswahlkreis in Mecklenburg-Vorpommern. Er umfasste das Gebiet der damaligen Landkreise Güstrow, Ludwigslust, Parchim, Lübz und Sternberg.

## Geschichte
Der Wahlkreis wurde nach der Deutschen Wiedervereinigung für die Bundestagswahl 1990 neu gebildet und mit der Wahlkreisnummer 264 versehen.
Das Wahlkreisgebiet bestand bis zur Auflösung des Wahlkreises vor der Bundestagswahl 2002 unverändert. Es wurde schließlich auf die neu geschaffenen Wahlkreise Wismar – Nordwestmecklenburg – Parchim, Bad Doberan – Güstrow – Müritz und Schwerin – Ludwigslust verteilt.

## Abgeordnete
Direkt gewählte Abgeordnete des Wahlkreises waren:
| Jahr | Name               | Partei | Anteil der Erststimmen |
| ---- | ------------------ | ------ | ---------------------- |
| 1998 | Christel Deichmann | SPD    | 40,0 %                 |
| 1994 | Günter Marten      | CDU    | 39,2 %                 |
| 1990 | Günter Marten      | CDU    | 47,3 %                 |